# MARSplines
MARSplines (Multivariate Adaptive Regression Splines) – nieparametryczna metoda regresji statystycznej. Metoda nie zakłada określonej postaci zależności pomiędzy predyktorami a zmienną objaśnianą, lecz dobiera ją do konkretnych danych.
Ogólna postać modelu MARSplines:
{\displaystyle y=\beta _{0}+\sum \limits _{m=1}^{M}\beta _{m}h_{m}(X)}
gdzie:
- {\displaystyle y} – zmienna objaśniana
- {\displaystyle \beta _{m}} – stałe modelu
- {\displaystyle X} – zbiór wszystkich predyktorów
- {\displaystyle h_{m}} – tzw. funkcje bazowe, funkcje (liniowe bądź nieliniowe) jednego lub większej liczby predyktorów.

Metoda wymaga wcześniejszego zaprojektowania odpowiedniego zbioru funkcji bazowych, mogącego w szczególności obejmować wartości pojedynczych predyktorów, ich wielomiany, czy funkcje modelujące interakcje między kilkoma predyktorami.
Algorytm przeszukuje przestrzeń możliwych średnich ważonych z wartości funkcji bazowych i iteracyjnie dobiera do modelu coraz większą ich liczbę, posługując się kryterium minimalizacji sumy kwadratów błędów (metoda najmniejszych kwadratów).